# Museo archeologico di Chiavari
Il museo archeologico di Chiavari è un sito museale sito in via Costaguta nel centro storico di Chiavari, in provincia di Genova. La sede del museo è ubicata presso il seicentesco palazzo Rocca.
Già museo archeologico per la preistoria e la protostoria del Tigullio, in seguito allo spostamento di parte delle collezioni nel neonato Sistema museale integrato di Sestri Levante e Castiglione Chiavarese il Museo ha assunto tale denominazione dal 2013.
Dal dicembre 2014 il Ministero per i beni e le attività culturali lo gestisce tramite il Polo museale della Liguria, nel dicembre 2019 divenuto Direzione regionale Musei.

## Il museo
Il museo fu inaugurato nel 1985 nelle sale delle antiche scuderie di palazzo Rocca adeguatamente restaurate secondo gli stili architettonici dell'epoca. Il polo museale raccoglie il materiale rinvenuto durante gli scavi della necropoli preromana dell'VIII e VII secolo a.C., scoperta nel 1959.
Tra i reperti conservati ed esposti al pubblico vi sono oggetti in bronzo e qualche monile in argento e oro. Nel museo, inoltre, è ospitata una vasta raccolta di libri e volumi dedicati all'archeologia preistorica e storia locale.
Oltre ai rinvenimenti della necropoli chiavarese sono conservati reperti provenienti dal circondario del Golfo Paradiso (antico Castellaro di Uscio - Recco), manufatti di diaspro del Paleolitico Medio rinvenuti a Casarza Ligure nel lago di Bargone, le scoperte sepolcrali risalenti all'Età del Rame rinvenute nel val Frascarese (Castiglione Chiavarese) e altri rinvenimenti della val Petronio (Valle Lagorara e monte Loreto).
Il museo conserva ed espone materiali archeologici anche provenienti dallo Spezzino, rinvenuti nel territorio comunale di Maissana e nel borgo storico di Suvero nel comune di Rocchetta di Vara.